# Viktringerhof

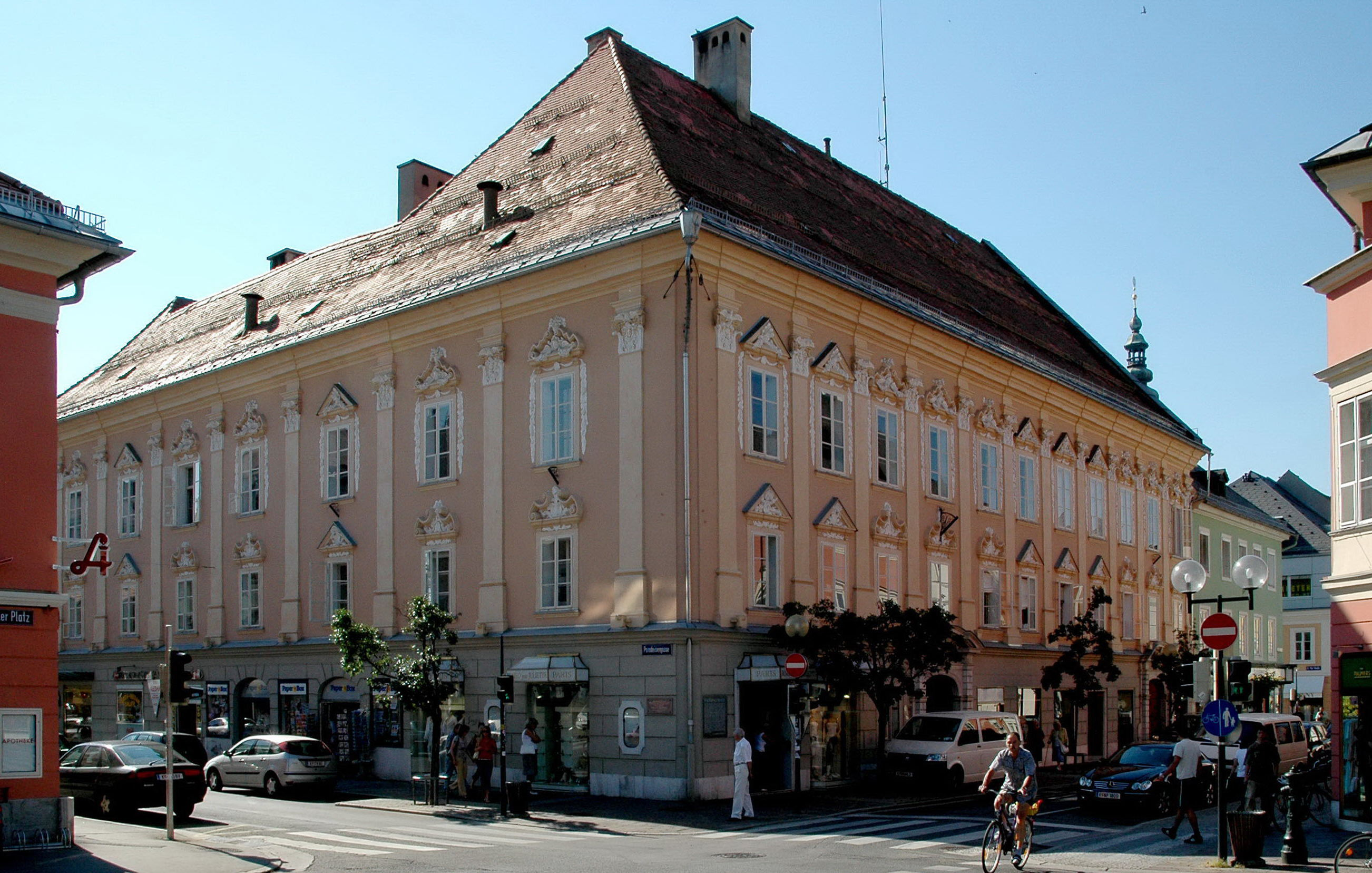
Viktringerhof Ecke Paradeisergasse – Karfreitstraße

Der Viktringerhof liegt an der Süd-Ost-Ecke des Neuen Platzes im Zentrum von Klagenfurt. Er ist auch das Eckhaus am Beginn der beiden Straßenzüge Paradeisergasse und Karfreitstraße.

## Geschichte

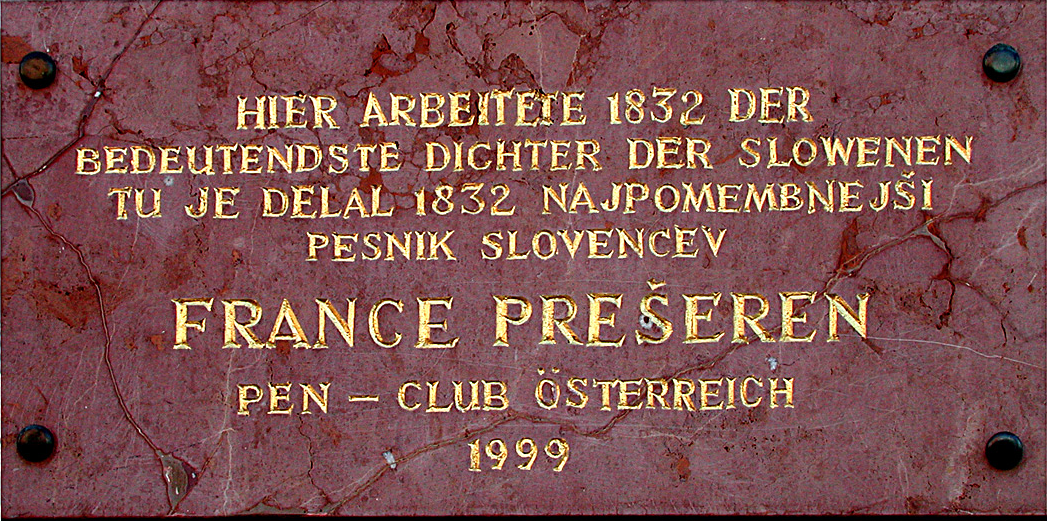
Gedenktafel für France Prešeren am Viktringerhof

Seit dem Jahre 1622 war der Viktringerhof das Absteigequartier der Äbte des Zisterzienserstiftes Viktring. Unter Abt Benedikt Mulz erhielt der Bau im Jahre 1738 seine heutige Gestalt. Nach der Aufhebung des Stiftes (1786) wirkten im Viktringerhof zum Wohle des Landes verdiente Männer, darunter von 1787 bis 1790 Franz II. Xaver von Salm-Reifferscheidt, Fürstbischof von Gurk, und 1791 bis 1803 und 1806 bis 1821 Franz Reichsgraf von Enzenberg, Präsident des innerösterreichischen Appellationsgerichtes, das hier von 1791 bis 1850 seinen Sitz hatte – an diesem arbeitete u. a. 1832 France Prešeren. Diesem folgten das Oberlandesgericht (bis 1854) und die Finanzdirektion (bis 1898). Seit diesem Jahre ist der Viktringerhof Amtsgebäude der Bezirkshauptmannschaft Klagenfurt. 2012 geht das Gebäude in privaten Besitz über.

## Quelle
Geschichtsverein für Kärnten (1954)